# Grand Prix La Marseillaise 2022
La 43e édition du Grand Prix La Marseillaise a lieu le 30 janvier 2022. La course fait partie du calendrier UCI Europe Tour 2022 en catégorie 1.1. C'est également la première épreuve de la Coupe de France de cyclisme sur route 2022.

## Présentation

### Parcours
Pour cette nouvelle édition, le parcours sera bien plus exigent que l'an passé avec un départ et une arrivée inédite. Les coureurs s'élanceront de Château-Gombert, initialement, la course devait s'attarder autour de Cassis, pour un total de 164 kilomètres. Le parcours final garde néanmoins les mêmes ascensions pour un total de 174,3 kilomètres. Les coureurs démarreront directement dans le dur avec dès les premiers kilomètres l'ascension de Les Termes (8.3 km à 2.7%), où l’échappée se formera surement. Bien connus des coureurs, les ascensions du Pas de Couelle (7.9 km à 3.5%), Montée de la Sainte Baume (5.7 km à 4.9%). 
Puis les coureurs ne font qu'un seul passage à Cassis, contrairement aux années précédentes, la principale difficulté se situera après plus de 120 kilomètres de course : la Route des Crêtes (3.3 km à 9%) est empruntée dans le sens Cassis-La Ciotat, surement la montée qui fera le plus de dégâts. Les écarts pourront être creusés ou comblés avec un passage au Col du Pas d’Ouillier, au Col de la Gineste ainsi qu'à Carnoux-en-Provence, l'arrivée est jugé au stade Orange Vélodrome.

### Équipes
| WorldTeams (9)- AG2R Citroën Team - Cofidis - Groupama-FDJ - EF Education-EasyPost - Intermarché-Wanty-Gobert Matériaux - Israel-Premier Tech - Trek-Segafredo - UAE Team Emirates - Lotto-Soudal ProTeams (8)- B&B Hotels-KTM - Arkéa-Samsic - TotalEnergies - Bingoal Pauwels Sauces WB - Equipo Kern Pharma - Sport Vlaanderen-Baloise - Uno-X Pro Cycling Team - Caja Rural-Seguros RGA Équipes continentales (4)- Go Sport-Roubaix Lille Métropole - Saint Michel-Auber 93 - UC Nantes Atlantique - Nice Métropole Côte d'Azur |
| |

### Diffusion
La course est diffusée sur l'antenne locale de France 3 Provence Alpes Côte d'Azur, le dimanche 30 janvier 2022 à partir 15 h 15.

## Déroulement de la course
L'échappée se forme après quelques tentatives Alexis Gougeard (B&B Hôtels-KTM), Louis Blouwe (Bingoal-Pauwels Sauces), Danny van der Tuuk (Kern Pharma) Nicolas Debeaumarché (St-Michel-Auber 93), Clément Carisey (Go Sport-Roubaix Lille Métropole), Jordan Jegat (U Nantes Atlantique) et Julien Amadori (Nice Métropole Côte d'Azur) ont jusqu'à sept minutes. Debeaumarché et Gougeard se retrouvent en tête, Diego Ulissi (UAE Team Emirates) et Sandy Dujardin (TotalEnergies) viennent les rejoindre. Ulissi est seul au pas d'Ouillier. Guillaume Martin sort du peloton, Alexys Brunel équipier d'Ulissi part à sa poursuite. Un regroupement se fait en tête avant la Gineste où G. Martin attaque à nouveau. Il est repris après la descente par le peloton emmené par les UAE Emirates. L'équipe Arkea-Samsic reste à l'arrière, et cela leur profite puisque le sprint est remporté par Amaury Capiot.

## Classements

### Classement final
| \| Classement général \| Classement général \| Classement général \| Classement général \| Classement général \| \| Coureur \| Coureur \| Pays \| Équipe \| Temps \| \| ------------------ \| -------------------- \| ------------------ \| ---------------------------------- \| ------------------ \| \| 1er \| Amaury Capiot \| Belgique \| Arkéa-Samsic \| 4 h 31 min 11 s \| \| 2e \| Mads Pedersen \| Danemark \| Trek-Segafredo \| + 0 s \| \| 3e \| Francisco Galván \| Espagne \| Equipo Kern Pharma \| + 0 s \| \| 4e \| Edvald Boasson Hagen \| Norvège \| TotalEnergies \| + 0 s \| \| 5e \| Benoît Cosnefroy \| France \| AG2R Citroën Team \| + 0 s \| \| 6e \| Bryan Coquard \| France \| Cofidis \| + 0 s \| \| 7e \| Georg Zimmermann \| Allemagne \| Intermarché-Wanty-Gobert Matériaux \| + 0 s \| \| 8e \| Diego Ulissi \| Italie \| UAE Team Emirates \| + 0 s \| \| 9e \| Alessandro Covi \| Italie \| UAE Team Emirates \| + 0 s \| \| 10e \| Alberto Bettiol \| Italie \| EF Education-EasyPost \| + 0 s \| |                      |           |                                    |                 |
| |                      |           |                                    |                 |
| Source : ProCyclingStats |                      |           |                                    |                 |
| Classement général |                      |           |                                    |                 |
| Coureur | Coureur              | Pays      | Équipe                             | Temps           |
| 1er | Amaury Capiot        | Belgique  | Arkéa-Samsic                       | 4 h 31 min 11 s |
| 2e | Mads Pedersen        | Danemark  | Trek-Segafredo                     | + 0 s           |
| 3e | Francisco Galván     | Espagne   | Equipo Kern Pharma                 | + 0 s           |
| 4e | Edvald Boasson Hagen | Norvège   | TotalEnergies                      | + 0 s           |
| 5e | Benoît Cosnefroy     | France    | AG2R Citroën Team                  | + 0 s           |
| 6e | Bryan Coquard        | France    | Cofidis                            | + 0 s           |
| 7e | Georg Zimmermann     | Allemagne | Intermarché-Wanty-Gobert Matériaux | + 0 s           |
| 8e | Diego Ulissi         | Italie    | UAE Team Emirates                  | + 0 s           |
| 9e | Alessandro Covi      | Italie    | UAE Team Emirates                  | + 0 s           |
| 10e | Alberto Bettiol      | Italie    | EF Education-EasyPost              | + 0 s           |

Nicolas Debeaumarché (St-Michel-Auber 93) gagne le trophée des grimpeurs.

## Classements UCI
La course attribue aux coureurs le même nombre des points pour l'UCI Europe Tour 2022 et le Classement mondial UCI.
| Position           | 1er | 2e | 3e | 4e | 5e | 6e | 7e | 8e | 9e | 10e | 11e | 12e | 13e à 15e | 16e à 25e |
| Classement général | 125 | 85 | 70 | 60 | 50 | 40 | 35 | 30 | 25 | 20  | 15  | 10  | 5         | 3         |

## Liste des participants
| AG2R Citroën Team ACT | AG2R Citroën Team ACT     | AG2R Citroën Team ACT |
| --------------------- | ------------------------- | --------------------- |
| Num                   | Coureur                   | Pos                   |
| 1                     | Benoît Cosnefroy (FRA)    | 5e                    |
| 2                     | Lilian Calmejane (FRA)    | 17e                   |
| 3                     | Clément Champoussin (FRA) | 13e                   |
| 4                     | Geoffrey Bouchard (FRA)   | 40e                   |
| 5                     | Lawrence Warbasse (USA)   | 51e                   |
| 6                     | Antoine Raugel (FRA)      | 68e                   |
| 7                     | Paul Lapeira (FRA)        | 79e                   |

| Groupama-FDJ GFC | Groupama-FDJ GFC            | Groupama-FDJ GFC |
| ---------------- | --------------------------- | ---------------- |
| Num              | Coureur                     | Pos              |
| 11               | Thibaut Pinot (FRA)         | 37e              |
| 12               | Bruno Armirail (FRA)        | 55e              |
| 13               | Antoine Duchesne (CAN)      | 66e              |
| 14               | Matthieu Ladagnous (FRA)    | 83e              |
| 15               | Sébastien Reichenbach (SUI) | 35e              |
| 16               | Tobias Ludvigsson (SWE)     | 65e              |
| 17               | Quentin Pacher (FRA)        | 28e              |

| Cofidis COF | Cofidis COF              | Cofidis COF |
| ----------- | ------------------------ | ----------- |
| Num         | Coureur                  | Pos         |
| 21          | Guillaume Martin (FRA)   | 22e         |
| 22          | Bryan Coquard (FRA)      | 6e          |
| 23          | Alexandre Delettre (FRA) | 53e         |
| 25          | Hugo Toumire (FRA)       | 103e        |
| 26          | Rémy Rochas (FRA)        | 26e         |
| 27          | Benjamin Thomas (FRA)    | 12e         |

| UAE Team Emirates UAD | UAE Team Emirates UAD      | UAE Team Emirates UAD |
| --------------------- | -------------------------- | --------------------- |
| Num                   | Coureur                    | Pos                   |
| 31                    | Matteo Trentin (ITA)       | NP                    |
| 32                    | Ivo Oliveira (POR)         | NP                    |
| 33                    | Alexys Brunel (FRA)        | 47e                   |
| 34                    | Alessandro Covi (ITA)      | 9e                    |
| 35                    | Vegard Stake Laengen (NOR) | 46e                   |
| 36                    | Joël Suter (SUI)           | 33e                   |
| 37                    | Diego Ulissi (ITA)         | 8e                    |

| Israel-Premier Tech IPT | Israel-Premier Tech IPT | Israel-Premier Tech IPT |
| ----------------------- | ----------------------- | ----------------------- |
| Num                     | Coureur                 | Pos                     |
| 41                      | Daryl Impey (RSA)       | 109e                    |
| 42                      | Hugo Houle (CAN)        | 14e                     |
| 43                      | Derek Gee (CAN)         | 69e                     |
| 44                      | Guillaume Boivin (CAN)  | 88e                     |
| 45                      | Itamar Einhorn (ISR)    | 104e                    |
| 46                      | Guy Sagiv (ISR)         | 97e                     |
| 47                      | Edo Goldstein (ISR)     | 108e                    |

| Trek-Segafredo TFS | Trek-Segafredo TFS   | Trek-Segafredo TFS |
| ------------------ | -------------------- | ------------------ |
| Num                | Coureur              | Pos                |
| 51                 | Tony Gallopin (FRA)  | 44e                |
| 52                 | Alex Kirsch (LUX)    | 92e                |
| 53                 | Bauke Mollema (NED)  | 23e                |
| 54                 | Mads Pedersen (DEN)  | 2e                 |
| 55                 | Toms Skujiņš (LAT)   | 19e                |
| 56                 | Edward Theuns (BEL)  | NP                 |
| 57                 | Otto Vergaerde (BEL) | AB                 |

| Intermarché-Wanty-Gobert Matériaux IWG | Intermarché-Wanty-Gobert Matériaux IWG | Intermarché-Wanty-Gobert Matériaux IWG |
| -------------------------------------- | -------------------------------------- | -------------------------------------- |
| Num                                    | Coureur                                | Pos                                    |
| 61                                     | Théo Delacroix (FRA)                   | 81e                                    |
| 62                                     | Aimé De Gendt (BEL)                    | 85e                                    |
| 63                                     | Tom Devriendt (BEL)                    | 113e                                   |
| 64                                     | Hugo Page (FRA)                        | 48e                                    |
| 65                                     | Simone Petilli (ITA)                   | AB                                     |
| 67                                     | Georg Zimmermann (GER)                 | 7e                                     |

| EF Education-EasyPost EFE | EF Education-EasyPost EFE | EF Education-EasyPost EFE |
| ------------------------- | ------------------------- | ------------------------- |
| Num                       | Coureur                   | Pos                       |
| 71                        | Alberto Bettiol (ITA)     | 10e                       |
| 72                        | Owain Doull (GBR)         | 90e                       |
| 73                        | Jens Keukeleire (BEL)     | 39e                       |
| 74                        | Magnus Cort Nielsen (DEN) | 125e                      |
| 75                        | Michael Valgren (DEN)     | 91e                       |
| 76                        | Łukasz Wiśniowski (POL)   | 124e                      |
| 77                        | Thomas Scully (NZL)       | 129e                      |

| Lotto-Soudal LTS | Lotto-Soudal LTS         | Lotto-Soudal LTS |
| ---------------- | ------------------------ | ---------------- |
| Num              | Coureur                  | Pos              |
| 81               | Philippe Gilbert (BEL)   | 18e              |
| 82               | Filippo Conca (ITA)      | 71e              |
| 83               | Cédric Beullens (BEL)    | 95e              |
| 84               | Sébastien Grignard (BEL) | 58e              |
| 87               | Xandres Vervloesem (BEL) | 110e             |

| Arkéa-Samsic ARK | Arkéa-Samsic ARK         | Arkéa-Samsic ARK |
| ---------------- | ------------------------ | ---------------- |
| Num              | Coureur                  | Pos              |
| 91               | Maxime Bouet (FRA)       | 41e              |
| 92               | Amaury Capiot (BEL)      | 1er              |
| 93               | Thibault Guernalec (FRA) | 15e              |
| 94               | Clément Russo (FRA)      | 43e              |
| 95               | Alan Riou (FRA)          | 57e              |
| 96               | Connor Swift (GBR)       | 42e              |
| 97               | Alessandro Verre (ITA)   | 63e              |

| TotalEnergies TEN | TotalEnergies TEN          | TotalEnergies TEN |
| ----------------- | -------------------------- | ----------------- |
| Num               | Coureur                    | Pos               |
| 101               | Edvald Boasson Hagen (NOR) | 4e                |
| 102               | Fabien Grellier (FRA)      | 45e               |
| 103               | Sandy Dujardin (FRA)       | 32e               |
| 104               | Mathieu Burgaudeau (FRA)   | 36e               |
| 105               | Pierre Latour (FRA)        | 94e               |
| 106               | Julien Simon (FRA)         | 34e               |
| 107               | Alan Jousseaume (FRA)      | 93e               |

| B&B Hotels-KTM BBK | B&B Hotels-KTM BBK     | B&B Hotels-KTM BBK |
| ------------------ | ---------------------- | ------------------ |
| Num                | Coureur                | Pos                |
| 111                | Jonathan Hivert (FRA)  | 56e                |
| 112                | Alan Boileau (FRA)     | AB                 |
| 113                | Franck Bonnamour (FRA) | AB                 |
| 114                | Thibault Ferasse (FRA) | 24e                |
| 115                | Alexis Gougeard (FRA)  | 38e                |
| 116                | Quentin Jauregui (FRA) | 52e                |
| 117                | Victor Koretzky (FRA)  | 84e                |

| Bingoal Pauwels Sauces WB BWB | Bingoal Pauwels Sauces WB BWB | Bingoal Pauwels Sauces WB BWB |
| ----------------------------- | ----------------------------- | ----------------------------- |
| Num                           | Coureur                       | Pos                           |
| 121                           | Milan Menten (BEL)            | 76e                           |
| 122                           | Louis Blouwe (BEL)            | 75e                           |
| 123                           | Cériel Desal (BEL)            | 106e                          |
| 124                           | Rémy Mertz (BEL)              | 20e                           |
| 125                           | Tom Paquot (BEL)              | 111e                          |
| 126                           | Johan Meens (BEL)             | 80e                           |
| 127                           | Luc Wirtgen (LUX)             | 21e                           |

| Sport Vlaanderen-Baloise SVB | Sport Vlaanderen-Baloise SVB | Sport Vlaanderen-Baloise SVB |
| ---------------------------- | ---------------------------- | ---------------------------- |
| Num                          | Coureur                      | Pos                          |
| 131                          | Arne Marit (BEL)             | 102e                         |
| 132                          | Lindsay De Vylder (BEL)      | 67e                          |
| 133                          | Alex Colman (BEL)            | 100e                         |
| 134                          | Jens Reynders (BEL)          | 96e                          |
| 135                          | Aaron Van Poucke (BEL)       | 120e                         |
| 136                          | Kenneth Van Rooy (BEL)       | 29e                          |
| 137                          | Ward Vanhoof (BEL)           | 70e                          |

| Uno-X Pro Cycling Team UXT | Uno-X Pro Cycling Team UXT  | Uno-X Pro Cycling Team UXT |
| -------------------------- | --------------------------- | -------------------------- |
| Num                        | Coureur                     | Pos                        |
| 141                        | Rasmus Tiller (NOR)         | 30e                        |
| 142                        | Anders Skaarseth (NOR)      | 62e                        |
| 143                        | Kristoffer Halvorsen (NOR)  | 122e                       |
| 144                        | Morten Hulgaard (DEN)       | 112e                       |
| 145                        | Torjus Sleen (NOR)          | 87e                        |
| 146                        | Tobias Johannessen (NOR)    | 27e                        |
| 147                        | Jonas Gregaard Wilsly (DEN) | 61e                        |

| Caja Rural-Seguros RGA CJR | Caja Rural-Seguros RGA CJR | Caja Rural-Seguros RGA CJR |
| -------------------------- | -------------------------- | -------------------------- |
| Num                        | Coureur                    | Pos                        |
| 151                        | Orluis Aular (VEN)         | 86e                        |
| 152                        | Aritz Bagües (ESP)         | 107e                       |
| 153                        | Fernando Barceló (ESP)     | 11e                        |
| 154                        | Jon Barrenetxea (ESP)      | 59e                        |
| 155                        | David González López (ESP) | 105e                       |
| 156                        | Calum Johnston (GBR)       | 99e                        |
| 157                        | Joel Nicolau (ESP)         | 31e                        |

| Equipo Kern Pharma EKP | Equipo Kern Pharma EKP   | Equipo Kern Pharma EKP |
| ---------------------- | ------------------------ | ---------------------- |
| Num                    | Coureur                  | Pos                    |
| 161                    | Francisco Galván (ESP)   | 3e                     |
| 162                    | Martí Márquez (ESP)      | 25e                    |
| 163                    | Danny van der Tuuk (NED) | 89e                    |
| 164                    | Daniel Méndez (COL)      | AB                     |
| 165                    | Ibon Ruiz (ESP)          | 82e                    |
| 166                    | Eugenio Sánchez (ESP)    | 49e                    |
| 167                    | Pau Miquel (ESP)         | 73e                    |

| Saint Michel-Auber 93 AUB | Saint Michel-Auber 93 AUB  | Saint Michel-Auber 93 AUB |
| ------------------------- | -------------------------- | ------------------------- |
| Num                       | Coureur                    | Pos                       |
| 171                       | Anthony Maldonado (FRA)    | 72e                       |
| 172                       | Romain Cardis (FRA)        | 74e                       |
| 173                       | Nicolas Debeaumarché (FRA) | 54e                       |
| 174                       | Tony Hurel (FRA)           | 126e                      |
| 175                       | Flavien Maurelet (FRA)     | 16e                       |
| 176                       | Stéphane Rossetto (FRA)    | 114e                      |
| 177                       | Morne van Niekerk (RSA)    | 118e                      |

| Go Sport-Roubaix Lille Métropole GRL | Go Sport-Roubaix Lille Métropole GRL | Go Sport-Roubaix Lille Métropole GRL |
| ------------------------------------ | ------------------------------------ | ------------------------------------ |
| Num                                  | Coureur                              | Pos                                  |
| 181                                  | Thomas Boudat (FRA)                  | 130e                                 |
| 182                                  | Clément Carisey (FRA)                | 64e                                  |
| 183                                  | Maxime Jarnet (FRA)                  | 121e                                 |
| 184                                  | Jérémy Leveau (FRA)                  | 115e                                 |
| 185                                  | Tom Mainguenaud (FRA)                | 128e                                 |
| 186                                  | Evaldas Šiškevičius (LTU)            | 127e                                 |
| 187                                  | Valentin Tabellion (FRA)             | AB                                   |

| Team U Nantes Atlantique 194 | Team U Nantes Atlantique 194 | Team U Nantes Atlantique 194 |
| ---------------------------- | ---------------------------- | ---------------------------- |
| Num                          | Coureur                      | Pos                          |
| 191                          | Jordan Jegat (FRA)           | AB                           |
| 192                          | Louis Barré (FRA)            | 50e                          |
| 193                          | Yaël Joalland (FRA)          | 77e                          |
| 194                          | Maël Guégan (FRA)            | 117e                         |
| 195                          | Mathias Le Turnier (FRA)     | 78e                          |
| 196                          | Emmanuel Morin (FRA)         | 123e                         |
| 197                          | Tom Paquet (LUX)             | AB                           |

| Nice Métropole Côte d'Azur NMC | Nice Métropole Côte d'Azur NMC | Nice Métropole Côte d'Azur NMC |
| ------------------------------ | ------------------------------ | ------------------------------ |
| Num                            | Coureur                        | Pos                            |
| 201                            | Maxime Urruty (FRA)            | 119e                           |
| 202                            | Julien Amadori (FRA)           | AB                             |
| 203                            | Jonathan Couanon (FRA)         | 101e                           |
| 204                            | Tristan Delacroix (FRA)        | 116e                           |
| 205                            | Jean Goubert (FRA)             | 98e                            |
| 206                            | Paul Hennequin (FRA)           | AB                             |
| 207                            | Andrea Mifsud                  | 60e                            |

| AG2R Citroën Team ACT | AG2R Citroën Team ACT     | AG2R Citroën Team ACT |
| --------------------- | ------------------------- | --------------------- |
| Num                   | Coureur                   | Pos                   |
| 1                     | Benoît Cosnefroy (FRA)    | 5e                    |
| 2                     | Lilian Calmejane (FRA)    | 17e                   |
| 3                     | Clément Champoussin (FRA) | 13e                   |
| 4                     | Geoffrey Bouchard (FRA)   | 40e                   |
| 5                     | Lawrence Warbasse (USA)   | 51e                   |
| 6                     | Antoine Raugel (FRA)      | 68e                   |
| 7                     | Paul Lapeira (FRA)        | 79e                   |

| Groupama-FDJ GFC | Groupama-FDJ GFC            | Groupama-FDJ GFC |
| ---------------- | --------------------------- | ---------------- |
| Num              | Coureur                     | Pos              |
| 11               | Thibaut Pinot (FRA)         | 37e              |
| 12               | Bruno Armirail (FRA)        | 55e              |
| 13               | Antoine Duchesne (CAN)      | 66e              |
| 14               | Matthieu Ladagnous (FRA)    | 83e              |
| 15               | Sébastien Reichenbach (SUI) | 35e              |
| 16               | Tobias Ludvigsson (SWE)     | 65e              |
| 17               | Quentin Pacher (FRA)        | 28e              |

| Cofidis COF | Cofidis COF              | Cofidis COF |
| ----------- | ------------------------ | ----------- |
| Num         | Coureur                  | Pos         |
| 21          | Guillaume Martin (FRA)   | 22e         |
| 22          | Bryan Coquard (FRA)      | 6e          |
| 23          | Alexandre Delettre (FRA) | 53e         |
| 25          | Hugo Toumire (FRA)       | 103e        |
| 26          | Rémy Rochas (FRA)        | 26e         |
| 27          | Benjamin Thomas (FRA)    | 12e         |

| UAE Team Emirates UAD | UAE Team Emirates UAD      | UAE Team Emirates UAD |
| --------------------- | -------------------------- | --------------------- |
| Num                   | Coureur                    | Pos                   |
| 31                    | Matteo Trentin (ITA)       | NP                    |
| 32                    | Ivo Oliveira (POR)         | NP                    |
| 33                    | Alexys Brunel (FRA)        | 47e                   |
| 34                    | Alessandro Covi (ITA)      | 9e                    |
| 35                    | Vegard Stake Laengen (NOR) | 46e                   |
| 36                    | Joël Suter (SUI)           | 33e                   |
| 37                    | Diego Ulissi (ITA)         | 8e                    |

| Israel-Premier Tech IPT | Israel-Premier Tech IPT | Israel-Premier Tech IPT |
| ----------------------- | ----------------------- | ----------------------- |
| Num                     | Coureur                 | Pos                     |
| 41                      | Daryl Impey (RSA)       | 109e                    |
| 42                      | Hugo Houle (CAN)        | 14e                     |
| 43                      | Derek Gee (CAN)         | 69e                     |
| 44                      | Guillaume Boivin (CAN)  | 88e                     |
| 45                      | Itamar Einhorn (ISR)    | 104e                    |
| 46                      | Guy Sagiv (ISR)         | 97e                     |
| 47                      | Edo Goldstein (ISR)     | 108e                    |

| Trek-Segafredo TFS | Trek-Segafredo TFS   | Trek-Segafredo TFS |
| ------------------ | -------------------- | ------------------ |
| Num                | Coureur              | Pos                |
| 51                 | Tony Gallopin (FRA)  | 44e                |
| 52                 | Alex Kirsch (LUX)    | 92e                |
| 53                 | Bauke Mollema (NED)  | 23e                |
| 54                 | Mads Pedersen (DEN)  | 2e                 |
| 55                 | Toms Skujiņš (LAT)   | 19e                |
| 56                 | Edward Theuns (BEL)  | NP                 |
| 57                 | Otto Vergaerde (BEL) | AB                 |

| Intermarché-Wanty-Gobert Matériaux IWG | Intermarché-Wanty-Gobert Matériaux IWG | Intermarché-Wanty-Gobert Matériaux IWG |
| -------------------------------------- | -------------------------------------- | -------------------------------------- |
| Num                                    | Coureur                                | Pos                                    |
| 61                                     | Théo Delacroix (FRA)                   | 81e                                    |
| 62                                     | Aimé De Gendt (BEL)                    | 85e                                    |
| 63                                     | Tom Devriendt (BEL)                    | 113e                                   |
| 64                                     | Hugo Page (FRA)                        | 48e                                    |
| 65                                     | Simone Petilli (ITA)                   | AB                                     |
| 67                                     | Georg Zimmermann (GER)                 | 7e                                     |

| EF Education-EasyPost EFE | EF Education-EasyPost EFE | EF Education-EasyPost EFE |
| ------------------------- | ------------------------- | ------------------------- |
| Num                       | Coureur                   | Pos                       |
| 71                        | Alberto Bettiol (ITA)     | 10e                       |
| 72                        | Owain Doull (GBR)         | 90e                       |
| 73                        | Jens Keukeleire (BEL)     | 39e                       |
| 74                        | Magnus Cort Nielsen (DEN) | 125e                      |
| 75                        | Michael Valgren (DEN)     | 91e                       |
| 76                        | Łukasz Wiśniowski (POL)   | 124e                      |
| 77                        | Thomas Scully (NZL)       | 129e                      |

| Lotto-Soudal LTS | Lotto-Soudal LTS         | Lotto-Soudal LTS |
| ---------------- | ------------------------ | ---------------- |
| Num              | Coureur                  | Pos              |
| 81               | Philippe Gilbert (BEL)   | 18e              |
| 82               | Filippo Conca (ITA)      | 71e              |
| 83               | Cédric Beullens (BEL)    | 95e              |
| 84               | Sébastien Grignard (BEL) | 58e              |
| 87               | Xandres Vervloesem (BEL) | 110e             |

| Arkéa-Samsic ARK | Arkéa-Samsic ARK         | Arkéa-Samsic ARK |
| ---------------- | ------------------------ | ---------------- |
| Num              | Coureur                  | Pos              |
| 91               | Maxime Bouet (FRA)       | 41e              |
| 92               | Amaury Capiot (BEL)      | 1er              |
| 93               | Thibault Guernalec (FRA) | 15e              |
| 94               | Clément Russo (FRA)      | 43e              |
| 95               | Alan Riou (FRA)          | 57e              |
| 96               | Connor Swift (GBR)       | 42e              |
| 97               | Alessandro Verre (ITA)   | 63e              |

| TotalEnergies TEN | TotalEnergies TEN          | TotalEnergies TEN |
| ----------------- | -------------------------- | ----------------- |
| Num               | Coureur                    | Pos               |
| 101               | Edvald Boasson Hagen (NOR) | 4e                |
| 102               | Fabien Grellier (FRA)      | 45e               |
| 103               | Sandy Dujardin (FRA)       | 32e               |
| 104               | Mathieu Burgaudeau (FRA)   | 36e               |
| 105               | Pierre Latour (FRA)        | 94e               |
| 106               | Julien Simon (FRA)         | 34e               |
| 107               | Alan Jousseaume (FRA)      | 93e               |

| B&B Hotels-KTM BBK | B&B Hotels-KTM BBK     | B&B Hotels-KTM BBK |
| ------------------ | ---------------------- | ------------------ |
| Num                | Coureur                | Pos                |
| 111                | Jonathan Hivert (FRA)  | 56e                |
| 112                | Alan Boileau (FRA)     | AB                 |
| 113                | Franck Bonnamour (FRA) | AB                 |
| 114                | Thibault Ferasse (FRA) | 24e                |
| 115                | Alexis Gougeard (FRA)  | 38e                |
| 116                | Quentin Jauregui (FRA) | 52e                |
| 117                | Victor Koretzky (FRA)  | 84e                |

| Bingoal Pauwels Sauces WB BWB | Bingoal Pauwels Sauces WB BWB | Bingoal Pauwels Sauces WB BWB |
| ----------------------------- | ----------------------------- | ----------------------------- |
| Num                           | Coureur                       | Pos                           |
| 121                           | Milan Menten (BEL)            | 76e                           |
| 122                           | Louis Blouwe (BEL)            | 75e                           |
| 123                           | Cériel Desal (BEL)            | 106e                          |
| 124                           | Rémy Mertz (BEL)              | 20e                           |
| 125                           | Tom Paquot (BEL)              | 111e                          |
| 126                           | Johan Meens (BEL)             | 80e                           |
| 127                           | Luc Wirtgen (LUX)             | 21e                           |

| Sport Vlaanderen-Baloise SVB | Sport Vlaanderen-Baloise SVB | Sport Vlaanderen-Baloise SVB |
| ---------------------------- | ---------------------------- | ---------------------------- |
| Num                          | Coureur                      | Pos                          |
| 131                          | Arne Marit (BEL)             | 102e                         |
| 132                          | Lindsay De Vylder (BEL)      | 67e                          |
| 133                          | Alex Colman (BEL)            | 100e                         |
| 134                          | Jens Reynders (BEL)          | 96e                          |
| 135                          | Aaron Van Poucke (BEL)       | 120e                         |
| 136                          | Kenneth Van Rooy (BEL)       | 29e                          |
| 137                          | Ward Vanhoof (BEL)           | 70e                          |

| Uno-X Pro Cycling Team UXT | Uno-X Pro Cycling Team UXT  | Uno-X Pro Cycling Team UXT |
| -------------------------- | --------------------------- | -------------------------- |
| Num                        | Coureur                     | Pos                        |
| 141                        | Rasmus Tiller (NOR)         | 30e                        |
| 142                        | Anders Skaarseth (NOR)      | 62e                        |
| 143                        | Kristoffer Halvorsen (NOR)  | 122e                       |
| 144                        | Morten Hulgaard (DEN)       | 112e                       |
| 145                        | Torjus Sleen (NOR)          | 87e                        |
| 146                        | Tobias Johannessen (NOR)    | 27e                        |
| 147                        | Jonas Gregaard Wilsly (DEN) | 61e                        |

| Caja Rural-Seguros RGA CJR | Caja Rural-Seguros RGA CJR | Caja Rural-Seguros RGA CJR |
| -------------------------- | -------------------------- | -------------------------- |
| Num                        | Coureur                    | Pos                        |
| 151                        | Orluis Aular (VEN)         | 86e                        |
| 152                        | Aritz Bagües (ESP)         | 107e                       |
| 153                        | Fernando Barceló (ESP)     | 11e                        |
| 154                        | Jon Barrenetxea (ESP)      | 59e                        |
| 155                        | David González López (ESP) | 105e                       |
| 156                        | Calum Johnston (GBR)       | 99e                        |
| 157                        | Joel Nicolau (ESP)         | 31e                        |

| Equipo Kern Pharma EKP | Equipo Kern Pharma EKP   | Equipo Kern Pharma EKP |
| ---------------------- | ------------------------ | ---------------------- |
| Num                    | Coureur                  | Pos                    |
| 161                    | Francisco Galván (ESP)   | 3e                     |
| 162                    | Martí Márquez (ESP)      | 25e                    |
| 163                    | Danny van der Tuuk (NED) | 89e                    |
| 164                    | Daniel Méndez (COL)      | AB                     |
| 165                    | Ibon Ruiz (ESP)          | 82e                    |
| 166                    | Eugenio Sánchez (ESP)    | 49e                    |
| 167                    | Pau Miquel (ESP)         | 73e                    |

| Saint Michel-Auber 93 AUB | Saint Michel-Auber 93 AUB  | Saint Michel-Auber 93 AUB |
| ------------------------- | -------------------------- | ------------------------- |
| Num                       | Coureur                    | Pos                       |
| 171                       | Anthony Maldonado (FRA)    | 72e                       |
| 172                       | Romain Cardis (FRA)        | 74e                       |
| 173                       | Nicolas Debeaumarché (FRA) | 54e                       |
| 174                       | Tony Hurel (FRA)           | 126e                      |
| 175                       | Flavien Maurelet (FRA)     | 16e                       |
| 176                       | Stéphane Rossetto (FRA)    | 114e                      |
| 177                       | Morne van Niekerk (RSA)    | 118e                      |

| Go Sport-Roubaix Lille Métropole GRL | Go Sport-Roubaix Lille Métropole GRL | Go Sport-Roubaix Lille Métropole GRL |
| ------------------------------------ | ------------------------------------ | ------------------------------------ |
| Num                                  | Coureur                              | Pos                                  |
| 181                                  | Thomas Boudat (FRA)                  | 130e                                 |
| 182                                  | Clément Carisey (FRA)                | 64e                                  |
| 183                                  | Maxime Jarnet (FRA)                  | 121e                                 |
| 184                                  | Jérémy Leveau (FRA)                  | 115e                                 |
| 185                                  | Tom Mainguenaud (FRA)                | 128e                                 |
| 186                                  | Evaldas Šiškevičius (LTU)            | 127e                                 |
| 187                                  | Valentin Tabellion (FRA)             | AB                                   |

| Team U Nantes Atlantique 194 | Team U Nantes Atlantique 194 | Team U Nantes Atlantique 194 |
| ---------------------------- | ---------------------------- | ---------------------------- |
| Num                          | Coureur                      | Pos                          |
| 191                          | Jordan Jegat (FRA)           | AB                           |
| 192                          | Louis Barré (FRA)            | 50e                          |
| 193                          | Yaël Joalland (FRA)          | 77e                          |
| 194                          | Maël Guégan (FRA)            | 117e                         |
| 195                          | Mathias Le Turnier (FRA)     | 78e                          |
| 196                          | Emmanuel Morin (FRA)         | 123e                         |
| 197                          | Tom Paquet (LUX)             | AB                           |

| Nice Métropole Côte d'Azur NMC | Nice Métropole Côte d'Azur NMC | Nice Métropole Côte d'Azur NMC |
| ------------------------------ | ------------------------------ | ------------------------------ |
| Num                            | Coureur                        | Pos                            |
| 201                            | Maxime Urruty (FRA)            | 119e                           |
| 202                            | Julien Amadori (FRA)           | AB                             |
| 203                            | Jonathan Couanon (FRA)         | 101e                           |
| 204                            | Tristan Delacroix (FRA)        | 116e                           |
| 205                            | Jean Goubert (FRA)             | 98e                            |
| 206                            | Paul Hennequin (FRA)           | AB                             |
| 207                            | Andrea Mifsud                  | 60e                            |